# لوتار (وحدة إسرائيلية)
وحدة لوتار أو الوحدة 707 (بالعبرية: יחידת הלוט"ר‏)، هي وحدة قوات خاصة لمكافحة الإرهاب ضمن الجيش الإسرائيلي (تُعرف أيضًا باسم مدرسة مكافحة الإرهاب). الاسم هو اختصار للعبرية (بالعبرية: לוחמה בטרור‏) مكافحة الإرهاب.
وهي وحدة عسكريَّة مكلفة في المقام الأول بتدريب وحدات الجيش الإسرائيلي الأخرى في مجالات مكافحة الإرهاب، واستخدام بنادق القناص، ودراسة مختلف سيناريوهات الحرب صغيرة الحجم وقصيرة المدى والتدرَّب عليها، كما تولت الوحدة العديد من المسؤوليات الأخرى بما في ذلك نظريات التمويه، وتدريب الجنود الخاصين والذين يطلق عليهم "القرود" (المدربون على التسلق والهبوط من الجبال)، والعديد من سيناريوهات التدريب الأخرى.
تقع مدرسة لوتار في مستوطنة ميتكان آدم (بالعبرية: מתקן אדם‏)، إلى جانب وحدة عوكيتس ولواء عوز جنوب شرق تل أبيب ضمن المجلس الإقليمي هيفيل موديعين.

## التاريخ
تأسست الوحدة على يد قائدها الأول، عاموس كوتزر ، في عام 1974، حيث تم إنشاؤها جنبًا إلى جنب مع وحدة يمام في شرطة الحدود الإسرائيلية، كان تأسيسها ردًا على مذبحة معالوت، حيث أدت عملية الإنقاذ الفاشلة التي قامت بها وحدة الاستطلاع سايريت متكال إلى مقتل 25 رهينة، من بينهم 21 طفلاً، قبل أن يُقتل خاطفو الرهائن.